# IC 545
IC 545 је спирална галаксија у сазвјежђу Лав која се налази на листи објеката дубоког неба у Индекс каталогу.
Деклинација објекта је + 24° 56' 51" а ректасцензија 9h 36m 5,3s. Привидна величина (магнитуда) објекта IC 545 износи 14,4 а фотографска магнитуда 15,2. IC 545 је још познат и под ознакама MCG 4-23-13, CGCG 122-27, ARAK 205, KCPG 207B, IRAS 09332+2510, PGC 27307.